# 로스앤젤레스
로스앤젤레스(영어: Los Angeles, 스페인어: Los Ángeles 로스앙헬레스[*] [Los ˈaŋxeles], 문화어: 로스안젤스)는 미국 캘리포니아주의 남부에 위치한 대도시로, 총면적은 1,299.01km2이다. 2010년 미국 인구조사를 기준으로 3,792,621 명의 인구 가 거주하고 있어 캘리포니아주에서 가장 인구가 많은 도시이자, 미국 전체에서는 뉴욕에 이어 두 번째로 인구가 가장 많다. 로스앤젤레스는 약 1,800만 명으로 추정되는 로스앤젤레스 대도시권의 중심지로, 이 대도시권은 미국에서 두 번째로 크며, 세계에서 가장 큰 대도시권 중 한 곳이다. 또한 세계에서 가장 다양한 인종이 모여드는 군 중 한 곳인 로스앤젤레스군의 군청소재지이다. 로스앤젤레스에서 사는 사람들을 앤젤레노스(Angelenos)라고 부르기도 한다.
로스앤젤레스는 1781년 9월 4일 스페인 총독 펠리페 데 네베에 의해 설립되었다. 1821년 멕시코 독립 전쟁이 일어나면서 멕시코에 편입되었다. 이후 1848년 멕시코-미국 전쟁의 결과로 과달루페 이달고 조약을 맺으면서 로스앤젤레스를 비롯한 캘리포니아 지역을 미국에게 양도했다. 로스앤젤레스는 1850년 4월 4일 지방자치제를 시작했고, 5달 후 캘리포니아 연방 자격을 획득했다.
천사의 도시라는 별명을 가지고 있는 로스앤젤레스는 사업, 국제 무역, 엔터테인먼트, 문화, 미디어, 패션, 과학, 스포츠, 기술, 교육의 중심 도시로, 세계 도시 순위 6위, 세계 파워 도시 순위 13위에 올랐다. 도시에는 문화, 경제를 비롯한 다양한 분야 기업 본사들이 밀집해 있어 미국 내 가장 중요한 경제 도시이다. 또한 할리우드는 텔레비전 제작, 비디오 게임, 음악 산업에 있어 세계를 선도하고 있으며, 영화 제작 산업으로 매우 유명하다. 1932년과 1984년에 하계 올림픽을 개최한 도시이며, 2028년에도 하계 올림픽을 개최할 예정이다.

## 역사

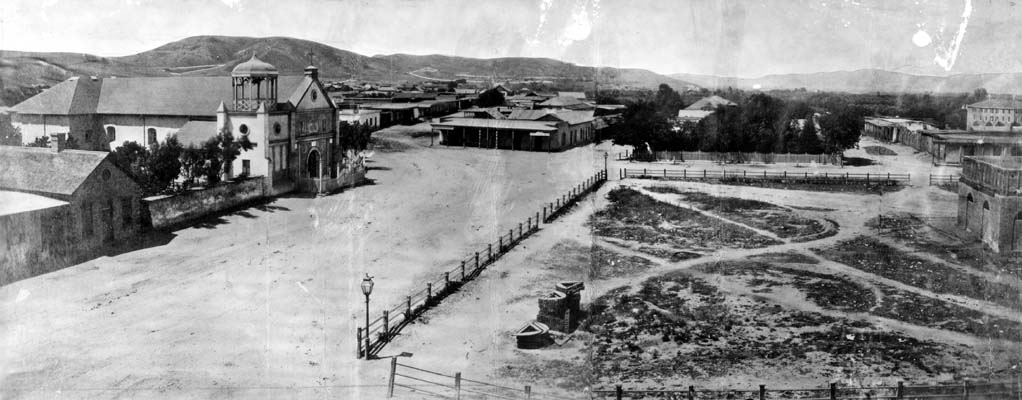
1869년 촬영한 구시장.

로스앤젤레스 해안 지역은 수 천년 전부터 북미 원주민 부족 통바(또는 가브리엘리노스)와 추마시가 거주하고 있었다. 가브리엘리노는 이 지역을 "옻나무가 많은 지역"이라는 의미에서 iyáangẚ(스페인어로 양나라고 부름)라고 불렀다.
포르투갈 출신 탐험가 로드리게스 카브리요는 1542년 스페인 제국 하에 캘리포니아 남부를 발견했다. 가스파르 데 포르톨라와 프란치스코회 선교사 후안 크레스피는 1769년 8월 2일 현재의 로스앤젤레스 지역에 이르렀다.
1771년 프린치스코회 수도사 후니페로 세라는 이 지역에 미션 샌 가브리엘 교회를 지었고, 이 지역에 처음으로 전도를 했다. 1781년 9월 4일, 44명으로 이루어진 정착민 집단은 "로스 포브레도레스"로 잘 알려진 정착촌을 설립했고, 정착민들은 이곳을 "엘 푸에블로 데 누에스트라 세뇨라 라 레이나 데 로스 안겔레스 데 포르시운쿨라"라고 불렀는데, 영어로 "로스앤젤레스 강에서 온 천사의 여왕 성모 마리아의 마을"이라는 뜻이다. 천사의 여왕은 성모 마리아의 경칭이다. 정착민의 3분의 2는 아프리카계와 유럽계가 섞인 메스티소 또는 물라토였다. 정착촌은 수 십년동안 작은 목장 마을에 불과했지만, 1820년 거주자는 약 650명으로 증가했다. 오늘 날 이 지역은 로스앤젤레스에서 가장 오래 된 유적지 중 한 곳으로, 로스앤젤레스 플라자 역사 지구와 올베라 거리에 있는 역사지구로 기념되고있다.
누에바에스파냐 부왕령에 속해있던 이 지역은 1821년 스페인 제국으로부터 독립했고, 이후 멕시코 영토의 일부로 편입되었다. 멕시코 법에 따라 당시 멕시코의 통치자였던 피오 피코는 로스앤젤레스를 알타 캘리포니아 지역의 수도로 선포했다. 멕시코-미국 전쟁이 일어나던 중 멕시코의 법은 끝나면서 미국이 이 지역을 다스렸고, 1847년 1월 13일 카후엔가조약으로 전쟁이 끝났다. 전쟁에서 진 멕시코는 1848년 2월 2일 과달루페-이달고 조약으로 캘리포니아 지역을 미국에 양도했다.
1876년 서던퍼시픽은 로스앤젤레스에 철도 건설을 완료했다. 1892년부터 1923년까지는 석유가 발견되었는데, 당시 미국은 세계 석유 생산량 4분의 1을 차지하고 있었고, 캘리포니아 지역은 미국이 세계에서 가장 큰 산유국으로 만드는데 한 몫했다.
1900년 인구는 102,000만 명 이상까지 늘었고, 도시의 수도 시설에 압력을 가했다. 1913년 전 시장 프레드 이튼의 지지와 윌리엄 멀홀랜드의 감독하에 375km에 달하는 로스앤젤레스 수도교가 완공되었다. 완공식에서 멀홀랜드는 "여기 있으니 가져가시오(There it is. Take it)."라는 단 다섯 단어만 남겼다. 오웬스 밸리 주민들의 반대에도 수단을 가리지 않고 확보한 수자원은 도시의 수요를 충족하고, 황폐했던 샌퍼낸도밸리를 비옥한 농토로 바꾸는데 충분했다. 이튼과 멀홀랜드의 도움으로 미리 샌퍼낸도밸리의 토지에 투기한 이들은 막대한 수익을 얻었다. 수도교로 들어온 물은 지방 조례로 다른 도시로 판매할 수 없었기 때문에 주변 도시들이 자발적으로 로스앤젤레스와 합병하게 만들었다. 수도교는 도시의 지속적인 경제 성장과 행정구역 확장을 보장했다.
1910년 할리우드가 로스앤젤레스에 합병되었을때, 도시에는 이미 적어도 10개의 영화 회사가 운영되고 있었다. 1921년 L.A.는 세계 영화 산업의 80% 이상을 차지했다. 이후 대공황이 오면서 도시에 계속해서 돈을 공급했던 영화 산업이 어려움을 겪으면서 도시의 사람들은 경제적 어려움으로 고통을 받았다. 1930년 도시의 인구는 100만 명을 넘겼다. 1932년에는 하계 올림픽을 개최했다.

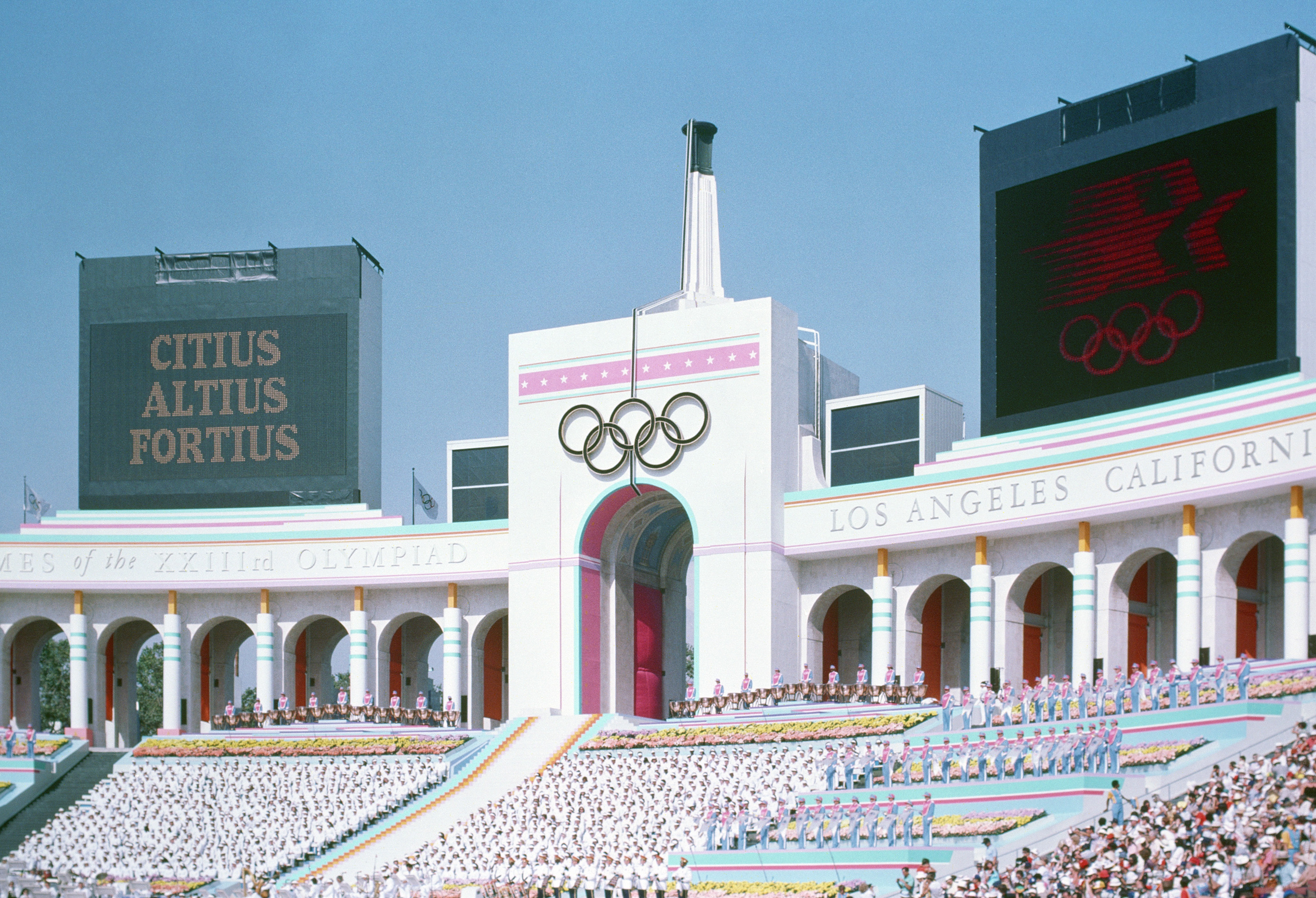
1932년과 1984년 올림픽이 개최되었던 주경기장 로스앤젤레스 메모리얼 컬리시엄.

제2차 세계 대전이 종전한 이후에 로스앤젤레스는 샌퍼넌도밸리 쪽으로 스프롤 현상이 그 어느 때보다 빨리 확산되었다. 세계 최대 규모를 자랑하던 노면전차 고속도로가 건설되는 동안 차례로 철거되 1961년에는 완전히 사라졌다.냉전 시기 로스앤젤레스는 군수산업과 우주 경쟁의 중심지로 많은 일자리가 많들어졌다. 1969년 로스앤젤레스는 인터넷의 발생지 중 한 곳으로, 멘로파크에 있는 캘리포니아 대학교 로스앤젤레스에서 처음으로 아파넷을 개발했다.
1984년에 로스앤젤레스는 1984년 하계 올림픽을 개최했다. 당시 공산주의 14개 국가의 보이콧에도 불구하고 1984년 하계 올림픽은 이전보다 더 많은 상업적 성과를 거뒀다. 현대 신문지들의 분석에 따르면, 1932년 하계 올림픽 개최 경험과 로스앤젤레스의 도움이 두 번째 올림픽의 이윤까지 얻게해줬다고 발표했다.
1992년 4월 29일에는 인종간의 갈등이 최고조에 달했는데, 경찰청 경찰관의 로드니 킹의 구타 동영상 사건이 시미벨리 배심원단들로부터 무죄 판결을 받으면서 LA 폭동이 발생했다. 1994년 강도 6.7의 노스리지 지진으로 125억 달러의 재산피해와 72명이 죽었다. 세기 말에 일어난 램파드 스캔들은 미국 역사상 경찰의 위법 행위에 중 가장 광범위하게 문서화된 사건 중 하나로 기록되었다. 2002년 샌퍼넌도밸리와 할리우드는 도시에서 독립하기 위해 선거를 벌였지만, 실패했다.

## 지리

### 지형

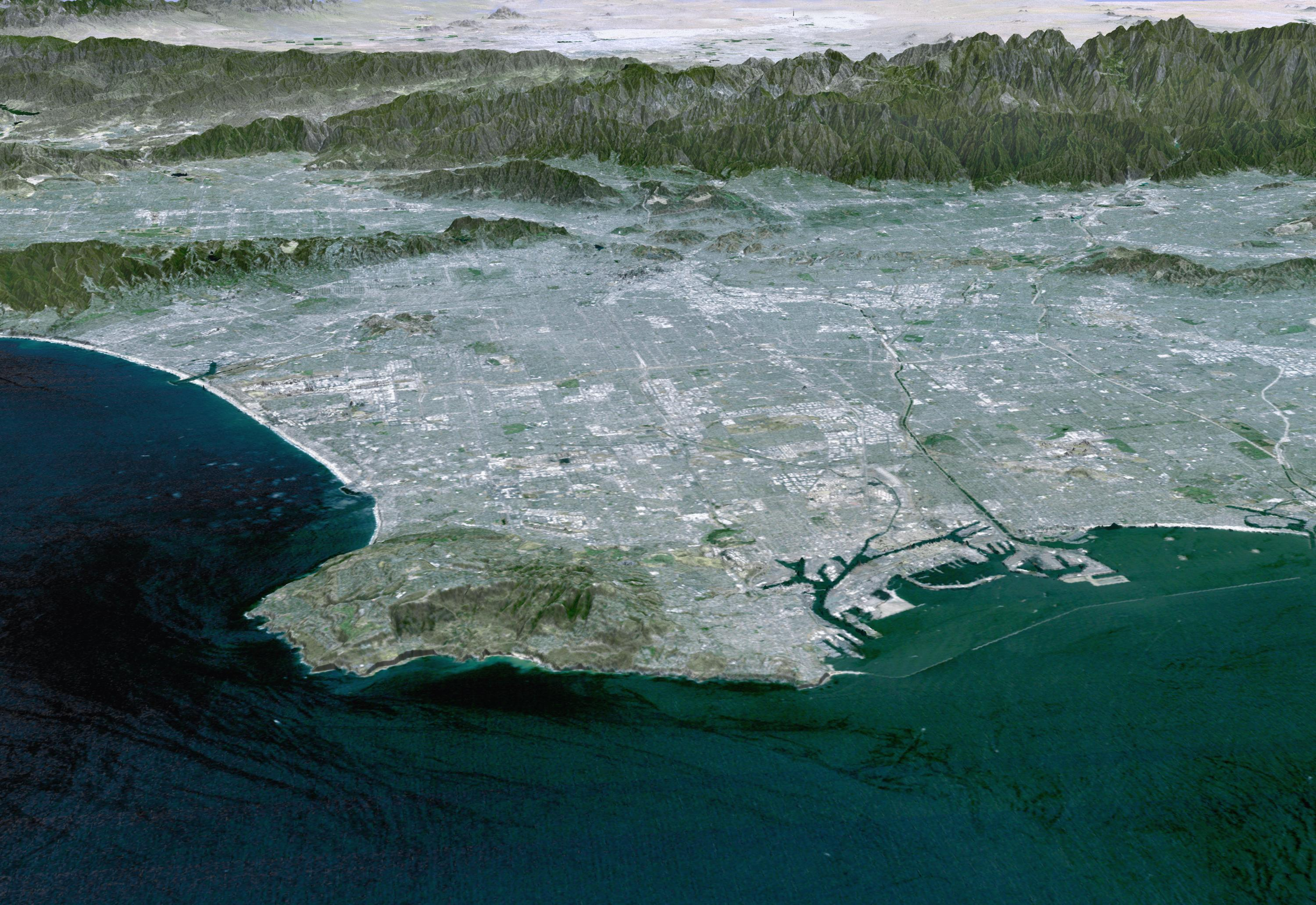
로스앤젤레스 반도

로스앤젤레스는 불규칙적인 모양으로 펼쳐져있고 총면적 502.7 제곱 마일(1,302km2)인데, 육지 면적은 468.7 제곱 마일(1,214km2), 수면 면적은 34.0 제곱 마일 (88km2)으로 이루어져있다. 도시는 세로 44마일(71 km), 가로 29마일(47Km)로 뻗어있다. 도시의 총 둘레는 342마일(550Km)이다.
로스앤젤레스는 평평하고 언덕이 많은 두 지형을 갖추고있다. 도시에서 가장 높은 지대는 마운트 루켄스로, 5,074 피트 (1,547 m)이다. 이 곳은 샌퍼넌도밸리의 북동쪽 끝자락에 있다. 산타모니카산맥의 동쪽 끝 시작점은 태평양 쪽의 다운타운 로스앤젤레스와 로스앤젤레스 반도의 샌퍼넌도밸리를 분리한다. 마운트 워싱턴을 포함한 다운타운의 북쪽 지역은 많은 땅이 언덕으로 이루어져있는데, 보일하이츠 크렌쇼 지역 주변의 볼드윈 힐스, 샌피드로는 동부 지역의 일부분이다.
로스앤젤레스 강은 계절에 따라 수위가 크게 달라지며, L.A. 지역 배수의 대부분을 차지한다. 미국 육군 공병대는 콘크리트로 51마일에 걸쳐 방수로 공사를 했다. 강은 카노가 공원 지역에서 시작해 산타모니카산맥의 동쪽 가장자리를 따라 샌퍼넌도밸리의 동쪽으로 흐르고, 이 곳을 지나고나서 남쪽의 다운타운, 그리고 태평양의 롱 비치 항구로 흘러간다. 발로나 크릭에서 산타 모니카 베이, 플라야 딜 레이 쪽으로도 작게 흐른다.
로스앤젤레스 지역은 해변, 습지, 산지와 같은 다양한 서식지가 존재 해 토종 식물 종이 많다. 가장 흔하게 해안 세이지 관목류를 볼 수 있다. 이 외에 토종 식물로 금영화, 양귀비과 식물, 토이온, 코스트참나무, 자이언트갯보리 등이 있다. 로스앤젤레스해바라기와 같은 토착종의 대부분은 멸종 위기에 처한 것으로 간주 될 정도로 희귀하다. 이 지역의 토착종은 아니긴하지만 로스앤젤레스의 시목은 에리스리나 나무(에리스리나 카프라)이며, 시화는 극락조화이다. 멕시코팬팔름, 카나리아섬팔름, 캘리포니아팬팔름은 로스앤젤레스 지역에서 몇 안되게 흔히 볼 수있는 토착종이다.

### 지질
로스앤젤레스는 환태평양 조산대에 위치하고 있기 때문에 지진이 자주 발생한다. 지질의 불안정은 많은 단층을 만들어내고, 거의 매년 10,000번의 지진이 발생한다. 주요 단층 중 하나는 산 안드레아스 단층이다. 태평양 판과 북아메리카 판 사이 경계선이 있는 이 단층은 남부 캘리포니아에 큰 지진을 일으킬 원인으로 예상되고있다. 로스앤젤레스 지역에 일어난 주요 지진으로는 1994년 노스리지 지진을 포함해 1987년 휘티어내로스 지진, 1971년 샌퍼넌도밸리 지진, 1993년 롱비치 지진이 있다. 이렇게 자주 일어나긴 하지만, 약간의 진동이나 낮은 강도의 지진은 거의 느껴지지 않는다. 로스앤젤레스 주변과 광역권은 또한 맹목적 돌진 지진에서 오는 위험이 언제든지 있다. 일부 도시 지역은 쓰나미에 취약한데, 1960년 발디비아 지진 당시 항만 근처 지역은 파도로 인해 피해를 입었다.

### 기후

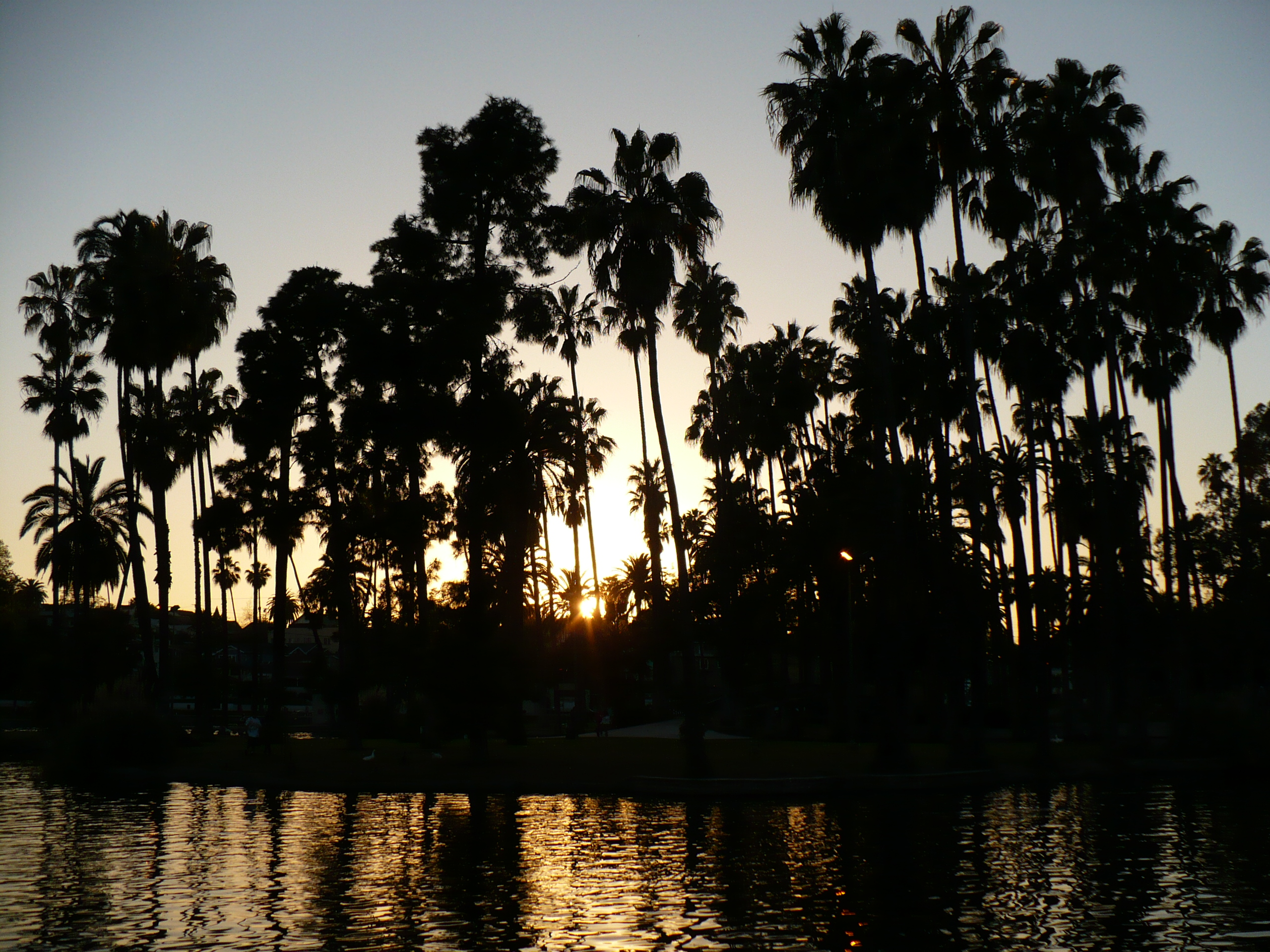
에코파크에 있는 야자수

로스앤젤레스는 아열대-지중해성 기후 (쾨펜의 기후 구분에 따라 해안 지역은 Csb, 육지 지역은 Csa로 구분)를 띠고 있고, 연강수량이 충분하기 때문에 쾨펜의 BSh 또는 BSk (스텝 기후)로 분류되지 않는다. 로스앤젤레스는 거의 일년내내 맑기 때문에 매년 강수량을 측정 할 수 있는 날은 평균 35일뿐이다.
다운타운의 평균 온도는 66 °F (19 °C)으로, 낮에는 75 °F (24 °C), 밤에는 57 °F (14 °C)이다. 가장 추운 달은 1월달로, 낮에는 59에서 73 °F (15에서 23 °C), 밤에는 45에서 55 °F (7에서 13 °C) 정도로 다양하게 나타난다. 가장 더운 달은 8월로, 낮에는 79에서 90 °F (26에서 32 °C), 밤에는 64 °F (18 °C) 정도로 기온이 올라간다. 4월, 5월, 6월, 11월은 일년 중 기온이 90 °F (32 °C)가 넘는 날은 하루 정도이며, 7월, 8월, 10월은 3일, 9월은 5일이다. 기온의 변동폭은 상당한데, 내륙지역에서 하루에 기온이 가장 높을때와 낮을 때 차이가 30 °F (17 °C)를 넘는 경우도 있다. 바다의 연평균 온도 중 1월에는 58 °F (14 °C)에서 63 °F (17 °C)이고, 8월에는 68 °F (20 °C)이다. 일조시간은 1년에 총 3,000시간 이상으로, 12월의 평균 일조시간은 7시간, 7월의 평균 일조시간은 12시간이다.
또 이 지역은 미기후 현상이 나타나는 대표적인 곳으로, 서로 다른 기온이 만나 극단적인 온도 변화를 만들어낸다. 예를 들어 산타모니카 피어의 7월의 평균적인 최고기온은 75 °F (24 °C)인데 반해 카노가 공원은 95 °F (35 °C)이다. 남부캘리포니아 해안에 위치한 도시는 "June Gloom"이라고 부르는 늦봄, 초여름과 같은 날씨가 계속되는 현상이 일어난다. 또한 아침에 흐린 날씨나 안개가 낀 날씨를 동반해서 이른 오후에나 태양이 뜬다.
다운타운 로스앤젤레스의 평균 연강수량은 384.6 mm이다. 비는 겨울이나 봄(주로 11월, 4월)에 주로 내린다. 일반적으로 소나기 형태로 내리지만, 가끔 큰비와 겨울 폭풍 중 천둥을 동반한 비가 내리기도한다. 산악 지역은 강수량이 약간 더 많고, 해안 지역은 대체로 적다. 그러나 로스앤젤레스의 샌퍼넌도밸리 지역은 연간 410mm에서 510mm까지의 강수량을 기록한다. 눈은 도시 지역에서는 극히 적지만, 도시 경계 내의 강설량은 대체로 산악 지대에서 온 것이다. 로스앤젤레스에서 기록된 가장 많이 내린 강설량은 1932년 당시 2인치(5cm)이다. 다운타운 로스앤젤레스에서의 최고 기온은 2010년 9월 27일 기록한 113 °F (45 °C)이고, 가장 낮았던 기온은 1944년 12월 22일 기록된 24 °F (−4 °C)이다.
| 로스앤젤레스 (다운타운 로스앤젤레스)의 기후                                           | 로스앤젤레스 (다운타운 로스앤젤레스)의 기후 | 로스앤젤레스 (다운타운 로스앤젤레스)의 기후 | 로스앤젤레스 (다운타운 로스앤젤레스)의 기후 | 로스앤젤레스 (다운타운 로스앤젤레스)의 기후 | 로스앤젤레스 (다운타운 로스앤젤레스)의 기후 | 로스앤젤레스 (다운타운 로스앤젤레스)의 기후 | 로스앤젤레스 (다운타운 로스앤젤레스)의 기후 | 로스앤젤레스 (다운타운 로스앤젤레스)의 기후 | 로스앤젤레스 (다운타운 로스앤젤레스)의 기후 | 로스앤젤레스 (다운타운 로스앤젤레스)의 기후 | 로스앤젤레스 (다운타운 로스앤젤레스)의 기후 | 로스앤젤레스 (다운타운 로스앤젤레스)의 기후 | 로스앤젤레스 (다운타운 로스앤젤레스)의 기후 |
| 월                                                                                    | 1월                                         | 2월                                         | 3월                                         | 4월                                         | 5월                                         | 6월                                         | 7월                                         | 8월                                         | 9월                                         | 10월                                        | 11월                                        | 12월                                        | 연간                                        |
| ------------------------------------------------------------------------------------- | ------------------------------------------- | ------------------------------------------- | ------------------------------------------- | ------------------------------------------- | ------------------------------------------- | ------------------------------------------- | ------------------------------------------- | ------------------------------------------- | ------------------------------------------- | ------------------------------------------- | ------------------------------------------- | ------------------------------------------- | ------------------------------------------- |
| 역대 최고 기온 °C (°F)                                                                | 35 (95)                                     | 35 (95)                                     | 37 (99)                                     | 41 (106)                                    | 39 (103)                                    | 44 (112)                                    | 43 (109)                                    | 41 (106)                                    | 45 (113)                                    | 42 (108)                                    | 38 (100)                                    | 33 (92)                                     | 45 (113)                                    |
| 일평균 최고 기온 °C (°F)                                                              | 20.0 (68.0)                                 | 20.0 (68.0)                                 | 21.1 (69.9)                                 | 22.4 (72.4)                                 | 23.2 (73.7)                                 | 25.1 (77.2)                                 | 27.8 (82.0)                                 | 28.9 (84.0)                                 | 28.3 (83.0)                                 | 25.9 (78.6)                                 | 22.7 (72.9)                                 | 19.7 (67.4)                                 | 23.8 (74.8)                                 |
| 일일 평균 기온 °C (°F)                                                                | 14.7 (58.4)                                 | 15.0 (59.0)                                 | 16.2 (61.1)                                 | 17.6 (63.6)                                 | 18.8 (65.9)                                 | 20.7 (69.3)                                 | 22.9 (73.3)                                 | 23.7 (74.7)                                 | 23.1 (73.6)                                 | 20.7 (69.3)                                 | 17.2 (63.0)                                 | 14.3 (57.8)                                 | 18.8 (65.8)                                 |
| 일평균 최저 기온 °C (°F)                                                              | 9.4 (48.9)                                  | 10.0 (50.0)                                 | 11.3 (52.4)                                 | 12.7 (54.8)                                 | 14.5 (58.1)                                 | 16.3 (61.4)                                 | 18.2 (64.7)                                 | 18.6 (65.4)                                 | 17.9 (64.2)                                 | 15.5 (59.9)                                 | 11.7 (53.1)                                 | 9.0 (48.2)                                  | 13.8 (56.8)                                 |
| 역대 최저 기온 °C (°F)                                                                | −2 (28)                                     | −2 (28)                                     | −1 (31)                                     | 2 (36)                                      | 4 (40)                                      | 8 (46)                                      | 9 (49)                                      | 9 (49)                                      | 7 (44)                                      | 4 (40)                                      | 1 (34)                                      | −1 (30)                                     | −2 (28)                                     |
| 평균 강우량 mm (인치)                                                                 | 84 (3.29)                                   | 92 (3.64)                                   | 57 (2.23)                                   | 18 (0.69)                                   | 8.1 (0.32)                                  | 2.3 (0.09)                                  | 0.51 (0.02)                                 | 0.00 (0.00)                                 | 3.3 (0.13)                                  | 15 (0.58)                                   | 20 (0.78)                                   | 63 (2.48)                                   | 362 (14.25)                                 |
| 평균 강우일수 (≥ 0.01 인치)                                                           | 6.1                                         | 6.3                                         | 5.1                                         | 2.8                                         | 1.9                                         | 0.5                                         | 0.4                                         | 0.1                                         | 0.4                                         | 2.2                                         | 2.8                                         | 5.5                                         | 34.1                                        |
| 평균 월간 일조시간                                                                    | 225.3                                       | 222.5                                       | 267.0                                       | 303.5                                       | 276.2                                       | 275.8                                       | 364.1                                       | 349.5                                       | 278.5                                       | 255.1                                       | 217.3                                       | 219.4                                       | 3,254.2                                     |
| 가능 일조율                                                                           | 71                                          | 72                                          | 72                                          | 78                                          | 64                                          | 64                                          | 83                                          | 84                                          | 75                                          | 73                                          | 70                                          | 71                                          | 73                                          |
| 출처: 미국 해양대기청 (평년값: 1991년~2020년, 극값: 1877년~현재, 일조: 1961년~1977년) |                                             |                                             |                                             |                                             |                                             |                                             |                                             |                                             |                                             |                                             |                                             |                                             |                                             |

| 로스앤젤레스 국제공항의 기후                                                              | 로스앤젤레스 국제공항의 기후 | 로스앤젤레스 국제공항의 기후 | 로스앤젤레스 국제공항의 기후 | 로스앤젤레스 국제공항의 기후 | 로스앤젤레스 국제공항의 기후 | 로스앤젤레스 국제공항의 기후 | 로스앤젤레스 국제공항의 기후 | 로스앤젤레스 국제공항의 기후 | 로스앤젤레스 국제공항의 기후 | 로스앤젤레스 국제공항의 기후 | 로스앤젤레스 국제공항의 기후 | 로스앤젤레스 국제공항의 기후 | 로스앤젤레스 국제공항의 기후 |
| 월                                                                                        | 1월                          | 2월                          | 3월                          | 4월                          | 5월                          | 6월                          | 7월                          | 8월                          | 9월                          | 10월                         | 11월                         | 12월                         | 연간                         |
| ----------------------------------------------------------------------------------------- | ---------------------------- | ---------------------------- | ---------------------------- | ---------------------------- | ---------------------------- | ---------------------------- | ---------------------------- | ---------------------------- | ---------------------------- | ---------------------------- | ---------------------------- | ---------------------------- | ---------------------------- |
| 역대 최고 기온 °C (°F)                                                                    | 33 (91)                      | 33 (92)                      | 35 (95)                      | 39 (102)                     | 36 (97)                      | 40 (104)                     | 36 (97)                      | 37 (98)                      | 43 (110)                     | 41 (106)                     | 38 (101)                     | 34 (94)                      | 43 (110)                     |
| 일평균 최고 기온 °C (°F)                                                                  | 19.1 (66.3)                  | 18.7 (65.6)                  | 18.9 (66.1)                  | 20.1 (68.1)                  | 20.8 (69.5)                  | 22.2 (72.0)                  | 23.9 (75.1)                  | 24.8 (76.7)                  | 24.7 (76.5)                  | 23.6 (74.4)                  | 21.6 (70.9)                  | 18.9 (66.1)                  | 21.4 (70.6)                  |
| 일일 평균 기온 °C (°F)                                                                    | 14.4 (57.9)                  | 14.4 (57.9)                  | 15.1 (59.1)                  | 16.2 (61.1)                  | 17.6 (63.6)                  | 19.1 (66.4)                  | 20.9 (69.6)                  | 21.5 (70.7)                  | 21.2 (70.1)                  | 19.5 (67.1)                  | 16.8 (62.3)                  | 14.2 (57.6)                  | 17.6 (63.6)                  |
| 일평균 최저 기온 °C (°F)                                                                  | 9.7 (49.4)                   | 10.1 (50.1)                  | 11.2 (52.2)                  | 12.3 (54.2)                  | 14.2 (57.6)                  | 16.1 (60.9)                  | 17.8 (64.0)                  | 18.2 (64.8)                  | 17.6 (63.7)                  | 15.4 (59.8)                  | 12.1 (53.7)                  | 9.5 (49.1)                   | 13.7 (56.6)                  |
| 역대 최저 기온 °C (°F)                                                                    | −3 (27)                      | 1 (34)                       | 2 (35)                       | 6 (42)                       | 7 (45)                       | 9 (48)                       | 11 (52)                      | 11 (51)                      | 8 (47)                       | 6 (43)                       | 3 (38)                       | 0 (32)                       | −3 (27)                      |
| 평균 강우량 mm (인치)                                                                     | 73 (2.86)                    | 76 (2.99)                    | 44 (1.73)                    | 15 (0.60)                    | 7.1 (0.28)                   | 2.0 (0.08)                   | 1.0 (0.04)                   | 0.00 (0.00)                  | 2.8 (0.11)                   | 12 (0.49)                    | 21 (0.82)                    | 57 (2.23)                    | 311 (12.23)                  |
| 평균 강우일수 (≥ 0.01 인치)                                                               | 6.1                          | 6.3                          | 5.6                          | 2.6                          | 1.7                          | 0.5                          | 0.5                          | 0.1                          | 0.5                          | 2.0                          | 3.2                          | 5.4                          | 34.5                         |
| 평균 상대 습도 (%)                                                                        | 63.4                         | 67.9                         | 70.5                         | 71.0                         | 74.0                         | 75.9                         | 76.6                         | 76.6                         | 74.2                         | 70.5                         | 65.5                         | 62.9                         | 70.8                         |
| 출처: 미국 해양대기청 (평년값: 1991년~2020년, 극값: 1944년~현재, 상대습도: 1961년~1990년) |                              |                              |                              |                              |                              |                              |                              |                              |                              |                              |                              |                              |                              |

## 도시 경관
로스앤젤레스는 서쪽으로는 태평양의 해변, 북쪽으로는 샌퍼낸도 밸리, 동쪽으로는 패서디나와 샌게이브리얼 밸리, 남쪽으로는 항구로 불규칙하게 뻗어있다. 복잡한 도시 경계는 구별하기 힘들어 주민들도 자신이 어느 도시에 사는지 이해하지 못하는 경우가 많고, 보건 등 공공 서비스에서 혼선이 발생한다.
도시는 80개가 넘는 구역과 주변 지역으로 이루어져있다. 그중 대부분의 지역은 도시의 비법인지구 또는 지역사회로 통합되었다. 인근 지역사회와 내륙의 대부분은 로스앤젤레스 대도시권에 포함되었다. 도시는 다음과 같은 지역으로 나뉘어 있다: 다운타운 로스앤젤레스, 이스트 로스앤젤레스, 노스이스트 로스앤젤레스, 사우스 로스앤젤레스, 하버 지역, 그레이터 할리우드, 윌셔, 웨스트사이트, 산페르난도, 크레센타밸리.
로스앤젤레스는 다음과 같은 잘 알려진 지역 사회도 포함한다: 웨스트 애덤스, 왓츠, 라이메르트 파크, 볼드윈 힐스, 베니스, 다운타운 파이낸셜디스트릭트, 할리우드, 실버레이크, 코리아타운, 웨스트우드 그리고 부유층이 많은 할리우드힐스, 벨에어, 베네딕트캐년, 로스 펠리스, 퍼스픽펠리세이즈, 센추리시티, 브렌트우드, 핸콕파크.

### 랜드마크

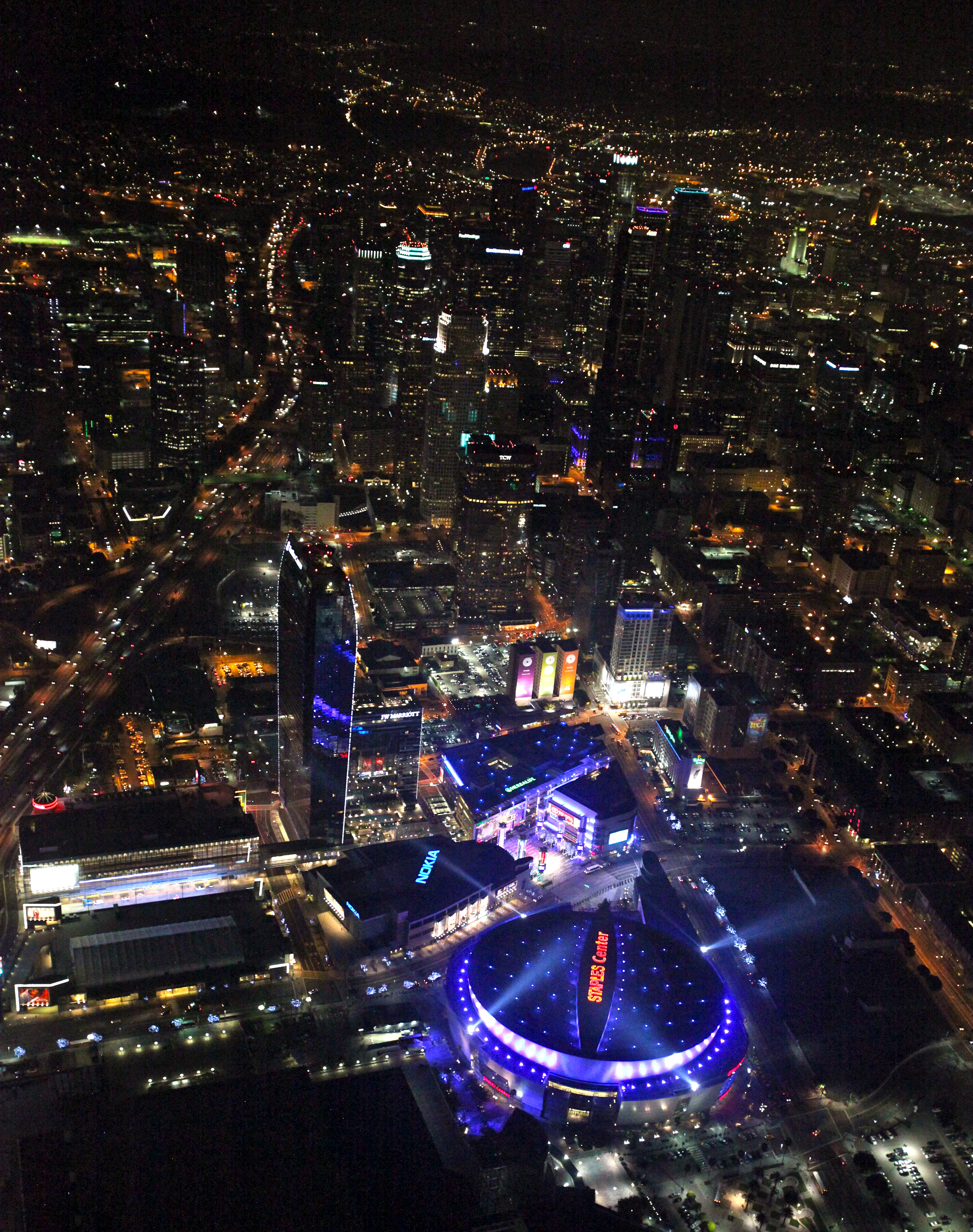
L.A. 라이브
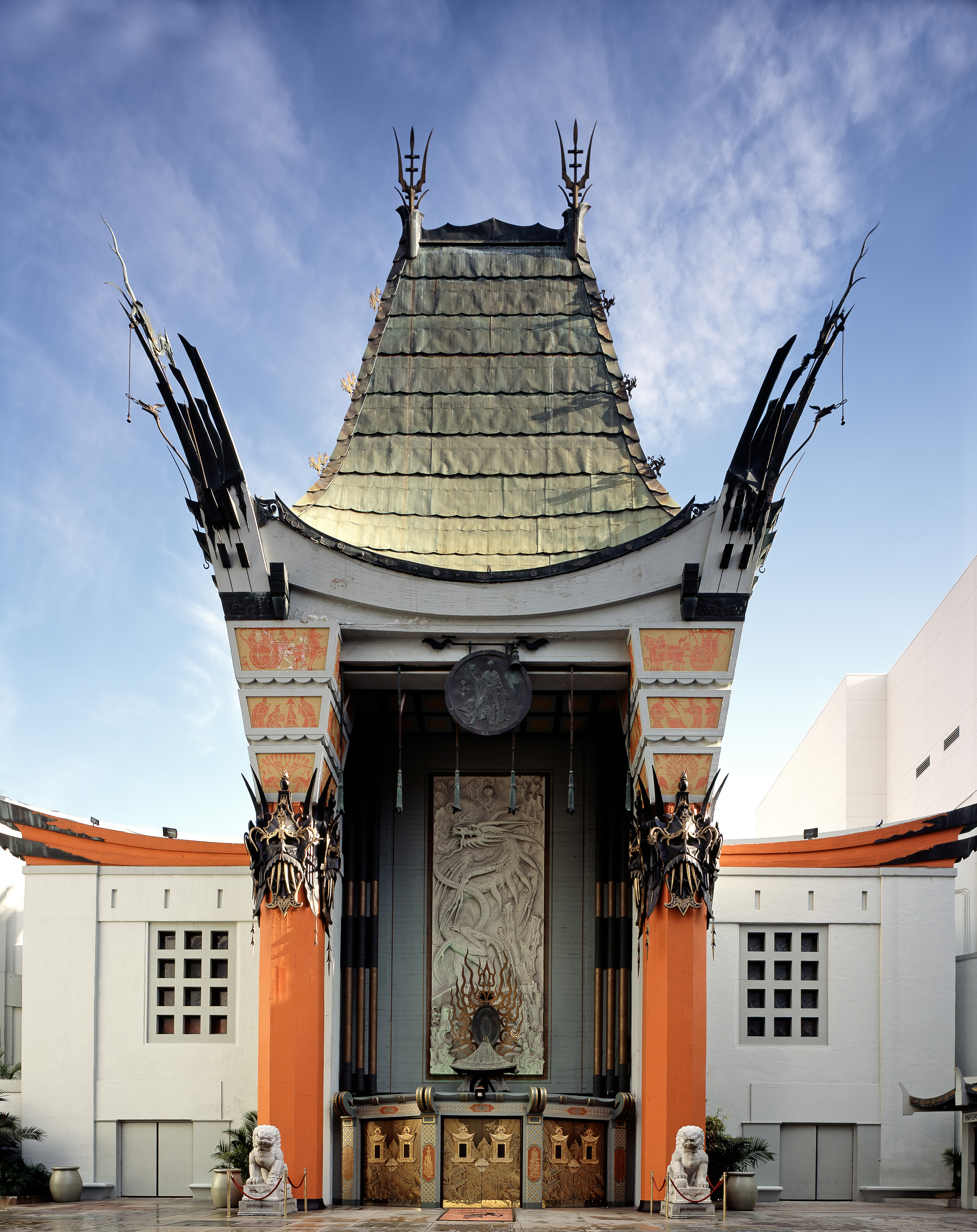
그라우맨스차이니즈 극장
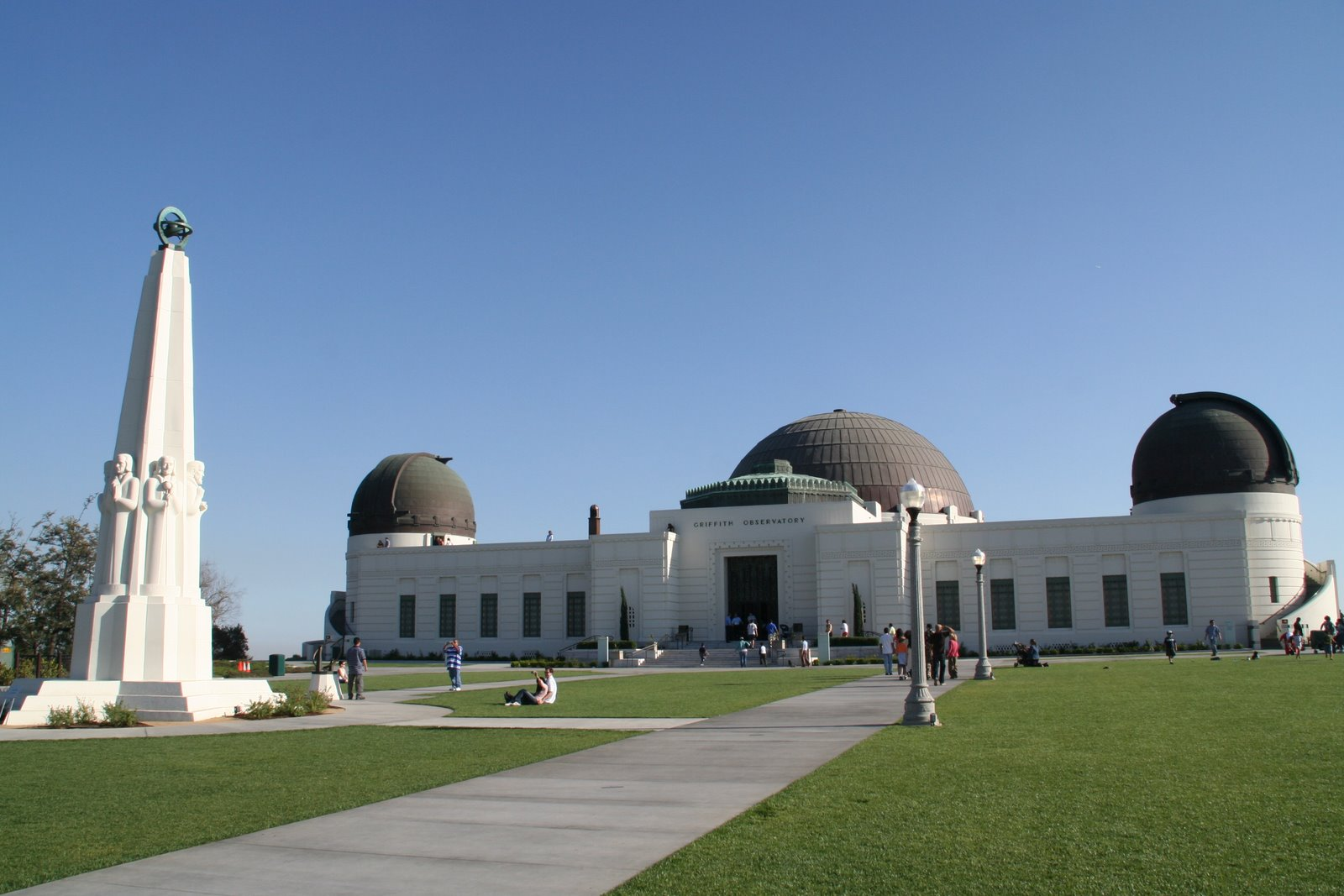
그리피스 천문대
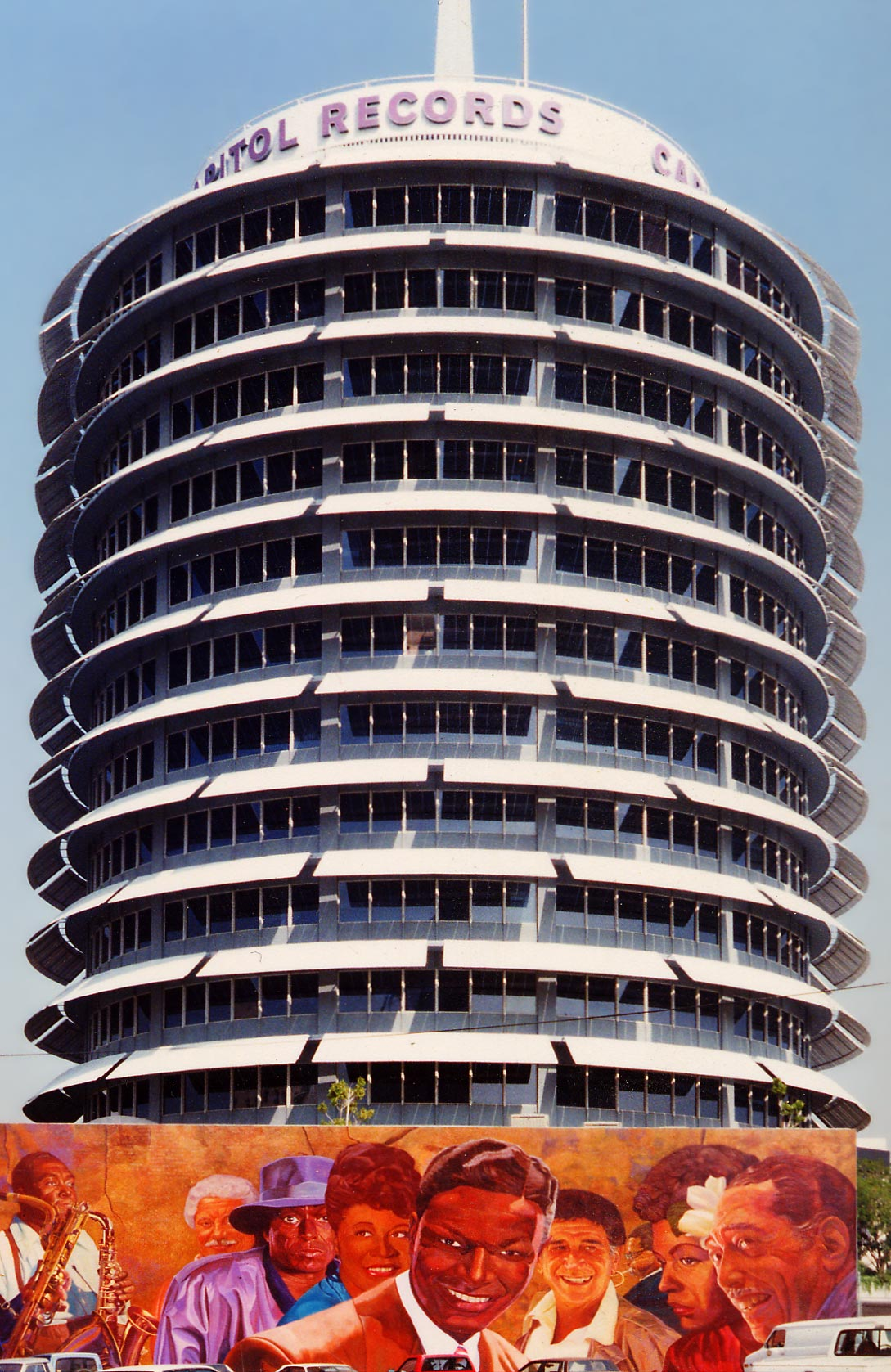
캐피톨 레코드 빌딩
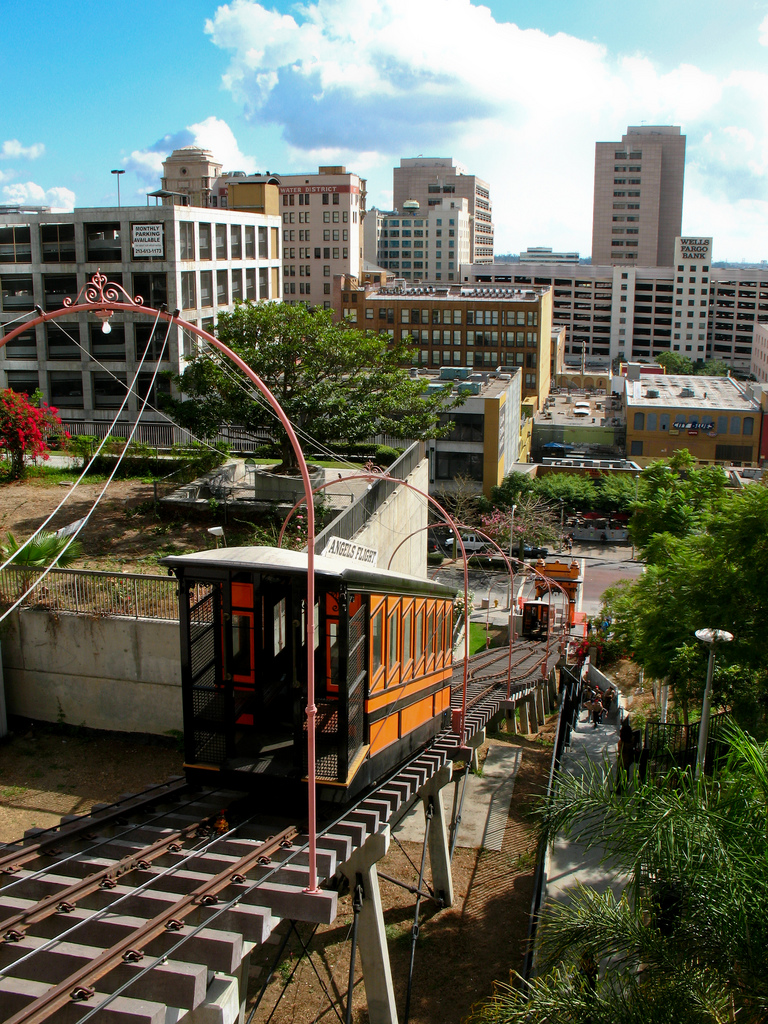
앤젤스 플라이트

## 문화

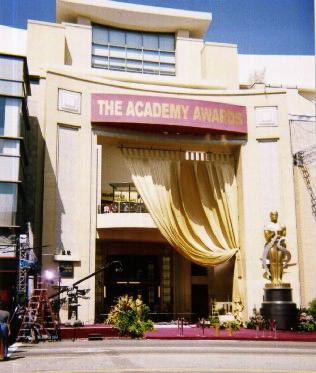
아카데미상이 열리는 돌비 극장

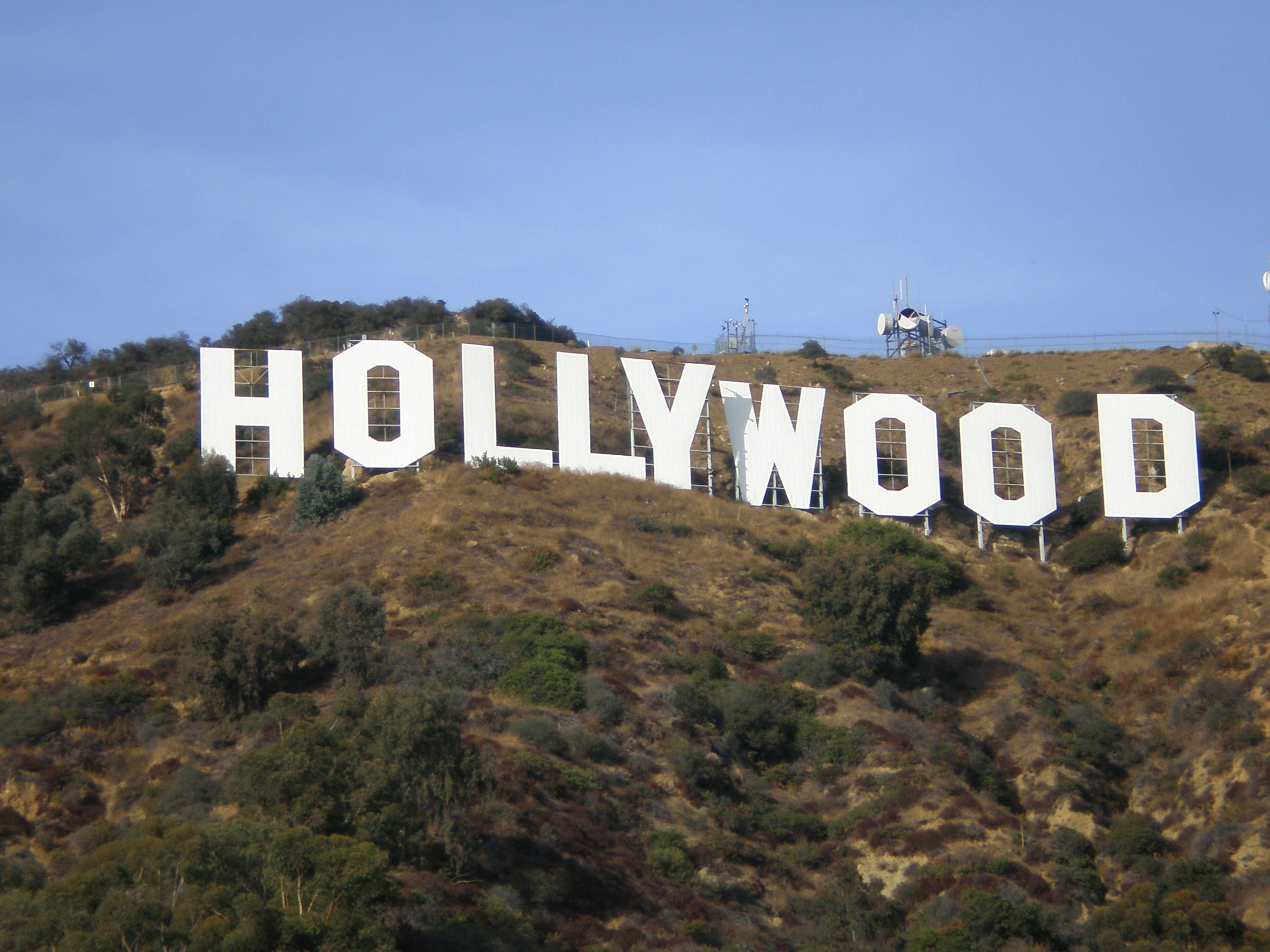
할리우드 힐스의
할리우드 사인

로스앤젤레스는 종종 "세계 창조의 수도"라고 불린다. USC스티븐스혁신기관에 따르면 "로스앤젤레스는 문명의 역사상 그 어떤 도시보다 예술가, 작가, 영화 제작자, 배우, 댄서, 음악가로 일하며 살아가는 사람들이 많다"고 한다.
로스앤젤레스는 할리우드의 고향으로, 세계적으로 영화산업의 중심지로 알려져있다. 영화산업의 중심지라는 증거로 세계에서 가장 오래되고, 유명하고, 권위있는 영화 시상식인 아카데미상이 매년 이 곳에서 열린다. 마지막으로 로스앤젤레스는 USC 영화예술학교가 있는 곳으로, 미국에서 가장 오래된 영화 학교이다.
공연예술은 로스앤젤레스의 문화 정체성에 중요한 역할을 한다. USC스티븐스혁신기관에 따르면 매년 1,100개 이상의 연극이 만들어지고 매주 21개의 연극이 열린다고한다. 로스앤젤레스 뮤직 센터는 미국에서 가장 큰 공연 예술 센터 중 한 곳으로, 연간 130만 명 이상이 방문한다. 뮤직 센터로 유명한 곳인 월트 디즈니 콘서트홀은 로스앤젤레스 필하모닉이 생겨난 곳이다. 센터시어터그룹, 로저 와그너 합창단, 로스앤젤레스 오페라단과 같은 이름있는 단체 또한 음악 센터의 거주자 기업이다. 재능은 콜번 스쿨과 USC 손턴 음악 학교와 같은 최고의 기관에서 가르친다.

### 박물관과 미술관
로스앤젤레스군에는 841개가 넘는 박물관과 미술관이있다. 실제로 로스앤젤레스는 세계의 그 어떤 도시보다 1인당 박물관 수가 많다. 미국 서부에서 제일 큰 미술 박물관인 로스앤젤레스카운티미술관, 세계의 귀중한 물품이 많은 기관 J. 폴 게티 트러스트의 일부인 게티 센터, 로스앤젤레스 현대미술관은 유명한 박물관들이다. 주요 미술관들은 대부분 갤러리 로에 위치하고있으며, 한달간 열리는 다운타운 아트 워크에는 수 만명이 참석한다.

### 미디어

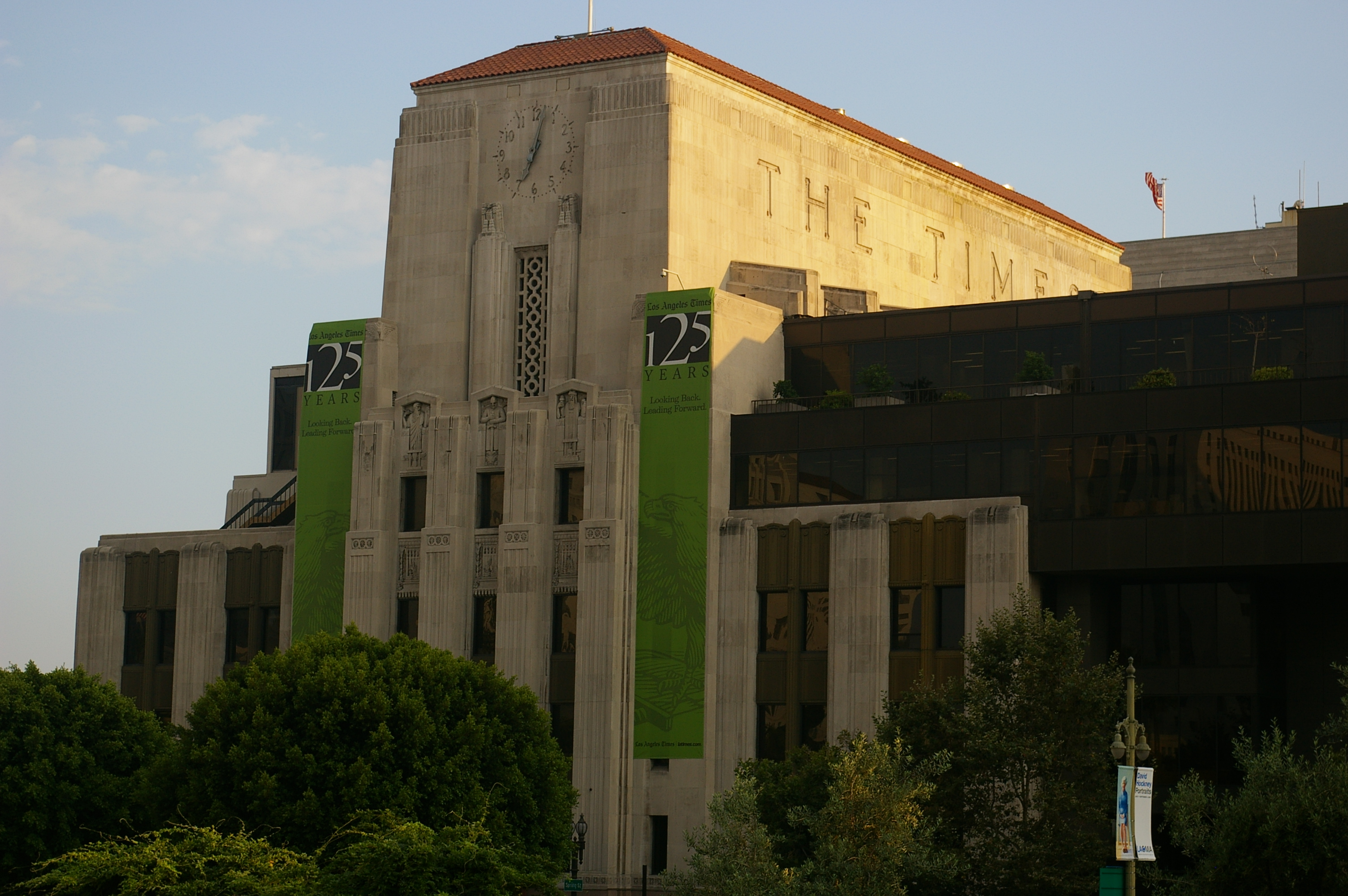
《로스앤젤레스 타임스》의 본사

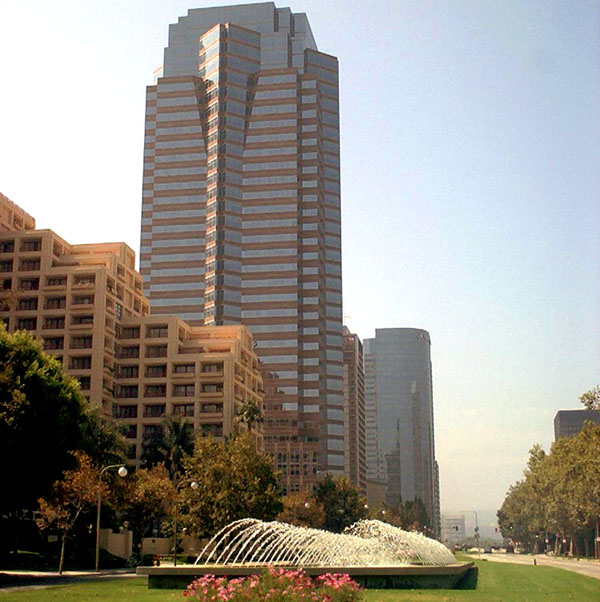
웨스트 로스앤젤레스 금융 지구 센추리시티에 있는 20세기 폭스의 본사 폭스 플라자

이 지역의 영어로된 주요 일간신문은 《로스앤젤레스 타임스》이다. La Opinión은 스페인어로된 주요 일간신문, 《미주 중앙일보》에서 발행하는 《The Korea Daily》와 《코리안 타임스》는 한국어로된 주요 일간신문이다. 그리고 《로스엔젤레스 센티널》은 미국 서부 가장 많은 흑인 독자 수를 자랑하고있는 로스앤젤레스 아프리카계 미국인들의 주요 일간신문이다. 플라야델레이에 본사를 두고있는 《인베스터즈 비즈니스 데일리》는 L.A.의 기업 사무실에서 발행된다.
샌퍼넌도밸리 지역을 집중적으로 보도하는 《로스앤젤레스 데일리 뉴스》, 《LA 위클리》, 《로스앤젤레스 시티비트》, 로스앤젤레스 대도시권의 음악계를 집중적으로 보도하는 《L.A. 레코드》, 《로스앤젤레스 매거진》, 《로스앤젤레스 비지니스 저널》, 법률 산업과 관련된 신문 《로스앤젤레스 데일리 저널》, 《더 할리우드 리포트》, 엔터테인먼트 산업 관련 신문 《버라이어티》, 《로스앤젤레스 다운타운 뉴스》는 수 많은 작은 지역신문들을 대안하는 주간지, 잡지들이다. 주요 신문들 이외에도 이민공동체들에게 에르메니아어, 영어, 한국어, 러시아어, 중국어, 일본어, 히브리어, 아랍어, 페르시안어와 같은 자신의 모국어로된 많은 지역 정기 간행물을 발행한다. 로스앤젤레스에 인접한 많은 도시들은 로스앤젤레스 주변지역과 보도와 독자가 겹치는 일간지를 가지고있다. 사우스베이에서 발행되는 《데일리 브리즈》, 《더 롱비치 프레스-텔레그램》이 이와 같은 예이다.
로스앤젤레스와 뉴욕은 일곱 개의 VHF를 할당받은 유일한 두 곳의 미디어 시장이다. 로스앤젤레스는 세 개의 PBS 뿐만 아니라 주요 방송 채널이 있는 도시이다. 월드 TV로 두 개의 채널이 있고 몇개의 스페인어 텔레비전 네크워크도 있다. KTBN-TV 40은 미국 기독교 케이블 방송의 주요 네트워크국으로 샌타애나에 본사를 두고있다. 또한 다양한 독립 텔레비전 방송국이 운영되고있다.

### 스포츠
로스앤젤레스를 연고지로 하는 프로스포츠팀은 NFL 로스앤젤레스 램스와 로스앤젤레스 차저스, MLB 로스앤젤레스 다저스와 로스앤젤레스 에인절스, NBA 로스앤젤레스 레이커스와 로스앤젤레스 클리퍼스, NHL 로스앤젤레스 킹스, MLS 로스앤젤레스 갤럭시, WNBA 로스앤젤레스 스파크스 등이 있다.

## 인구
| 인구조사              | 인구      | Note   | %±     |
| --------------------- | --------- | ------ | ------ |
| 1850년                | 1,610     |        | —      |
| 1860년                | 4,385     |        | 172.4% |
| 1870년                | 5,728     |        | 30.6%  |
| 1880년                | 11,183    |        | 95.2%  |
| 1890년                | 50,395    |        | 350.6% |
| 1900년                | 102,479   |        | 103.4% |
| 1910년                | 319,198   |        | 211.5% |
| 1920년                | 576,673   |        | 80.7%  |
| 1930년                | 1,238,048 |        | 114.7% |
| 1940년                | 1,504,277 |        | 21.5%  |
| 1950년                | 1,970,358 |        | 31.0%  |
| 1960년                | 2,479,015 |        | 25.8%  |
| 1970년                | 2,811,801 |        | 13.4%  |
| 1980년                | 2,968,528 |        | 5.6%   |
| 1990년                | 3,485,398 |        | 17.4%  |
| 2000년                | 3,694,820 |        | 6.0%   |
| 2010년                | 3,792,621 |        | 2.6%   |
| 2019 (추산)           | 3,979,576 | [ 79 ] | 4.9%   |
| U.S. Decennial Census |           |        |        |

2000년에는 3,694,820명이었으며, 2006년에는 약 3,849,478명으로 늘어났다.
2005–2007년 미국 통계청의 조사에 의하면, 백인은 로스앤젤레스 인구의 48.7% 이고, 흑인은 9.9%, 인디언은 0.5%, 아시아계 미국인은 10.6%이었다. 그리고 히스패닉과의 혼혈이 인구의 48.5%를 차지했다. 약 380만 인구 가운데 ‘백만장자’만도 약 25만 명에 이른다. 로스앤젤레스 일대에서만 노숙자가 10만 명에 이르기도 한다. 스키드로는 도시에서 노숙자가 가장 많은 곳이다.

## 경제

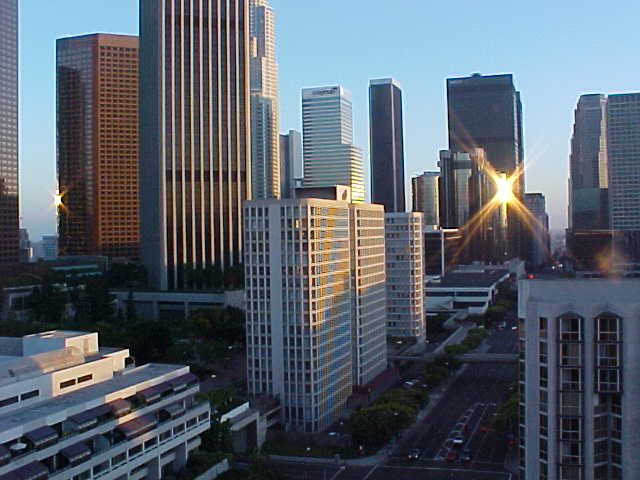
다운타운 로스앤젤레스의 금융지구.

로스앤젤레스의 경제는 국제무역, 엔터테인먼트 (텔레비전, 영화, 비디오게임, 음악산업), 항공우주 산업, 기술, 석유, 패션, 섬유, 관광이 주를 이루고 있다. 또 미국에서 가장 큰 공업지역이다. 로스앤젤레스 주변 항구와 롱비치는 서반구에서 가장 중요한 항구이고, 세계 다섯 번째 항구이다. 또 환태평양 무역에 있어서 필수적인 항구이다. 이 외에 주요 산업으로 대중 매체, 금융, 통신, 법, 의료, 교통이 있다.
로스앤젤레스-롱비치-산타애나 대도시 통계 지구(MSA)의 대도시총생산(GMP)는 7,357억 달러(2010년 기준)로, 뉴욕-뉴어크-브리지포트 대도시권과 도쿄 수도권에 이어 세계에서 세 번째로 큰 경제 규모이다. 로스앤젤레스 대도시권이 하나의 국가로 독립 해 명목 국내총생산을 따진다면 세계 15위이다. 영국의 러프버러대학교 연구 그룹이 2010년 발표한 논문에 따르면 로스앤젤레스는 "알파 세계도시"로 분류되었다.
포춘 500 순위에 든 기업 중 여섯 개가 로스앤젤레스에 본사를 두고 있다. 여섯 개의 기업은 자원 기업 옥시덴탈 페트롤리움, 건강보험 회사 헬스 넷, 금속 배급회사 릴라이언스 스틸 엔 알류미늄, 기술 컨설팅회사 AECOM, 부동산 회사 CBRE 그룹, 건설사 튜터페리니이다. 이 외에 캘리포니아 피자 키친, 캐피탈 그룹 컴퍼니스, 치즈케이크 팩토리, 커피빈 앤드 티리프, deviantART, 폭스 엔터테인먼트 그룹, 게스, 도쿄 팝 등 수 많은 기업들이 로스앤젤레스에 본사를 두고 있다.
서던 캘리포니아 대학교 (USC)는 매년 40억 달러를 기부해 도시에서 가장 큰 민간 부문 고용과 기부를 하고 있다.
2010년 도시의 포괄적인 연차 재무보고에 따르면 2009년 가장 많은 고용을 한 기관 10위권에 로스앤젤레스군, 캘리포니아 대학교 로스앤젤레스, 서던 캘리포니아 대학교, 세다스 시나이 의료센터, 카이저 퍼머넌트, 폭스 엔터테인먼트 그룹, 파머스 인슈어런스 그룹, 팀원, 노스럽 그러먼이 포함되었다.

## 교통

### 도로
도시와 로스앤젤레스 대도시권은 광범위한 고속도로와 간선도로망으로 연결되어있다. 텍사스교통국은 연간 도시 교통량 조사에서 로스앤젤레스가 2005년 인구 1인 당 연간 교통 정체량이 최고라고 발표했는데, 미국에서 가장 혼잡한 도로 교통량을 보유하고있다. 연구에 따르면 로스앤젤레스의 인구 1인 당 연간 교통 체증 경험 시간이 72시간으로, 각각 평균 60시간을 기록한 샌프란시스코, 오클랜드, 워싱턴 D.C., 애틀랜타에 이어 최고치를 기록했다. 도시의 교통 혼잡률에도 불구하고 뉴욕, 필라델피아, 시카고와 같은 다른 주요 도시에 비해 통근 거리는 비교적 짧다. 로스앤젤레스의 평균 통근 시간은 26.2분으로 샌프란시스코, 워싱턴 D.C.와 비슷한 수준이다.
로스앤젤레스의 주요 고속도로는 남쪽으로 샌디에이고에서 멕시코 티후아나를 이어주고, 북쪽으로는 새크라멘토, 포틀랜드, 시애틀, 캐나다 국경까지 이어주는 주간고속도로 제5호선, 동쪽으로는 잭슨빌까지 이어지는 주간고속도로 제10호선 등이 있다. 또 캘리포니아 해안지역, 샌프란시스코, 캘리포니아 북해안지역, 오리건주, 워싱턴주를 이어주는 국도 제101호선이 있다.

### 대중교통

로스앤젤레스 군 광역철도와 로스앤젤레스 군 광역급행버스 노선도.

로스앤젤레스 카운티 도심 교통당국과 교통 기업은 광범위한 버스노선 뿐만 아니라 전철과 로스앤젤레스 카운티를 가로지르는 모노레일을 운영하고 있다. 2011년 9월 버스와 전철, 모노레일을 합친 월간 대중교통 이용자는 3,880만 명으로 조사되었다. 이중 3,050만 명이 버스 이용자들이였는데, 버스는 로스앤젤레스에서 두 번째로 혼잡하다. 전철과 모노레일을 합친 월 평균 이용객은 820만 명이다. 2005년 로스앤젤레스의 통근자 10.2%가 대중교통을 이용한다고 조사되었다. 로스앤젤레스에서 교통을 담당하고 있는 공사는 로스앤젤레스 교통국 (Los Angeles County Metro Transit Authority, LACMTA)다.
로스앤젤레스 메트로 레일은 미국에서 아홉 번째로 이용자가 많고, 모노레일은 두 번째로 많다. 노선으로는 전철 노선인 파란선, 빨간선, 보라선, 초록선, 금선, 엑스포선이 있다. 오렌지 라인과 실버 라인은 간선급행버스체계 형식으로 지어졌다. 메트로링크의 통근철도는 로스앤젤레스와 주변 지역, 교외를 이어주는 중요한 교통수단이다.
메트로링크와 로스앤젤레스 카운티 도심 교통당국에서 운영하는 철도교통 이외에 도시간을 이어주는 암트랙이 있다. 로스앤젤레스 철도교통의 중심이 되는 역은 다운타운 북쪽에 있는 유니온역이다.

### 항공

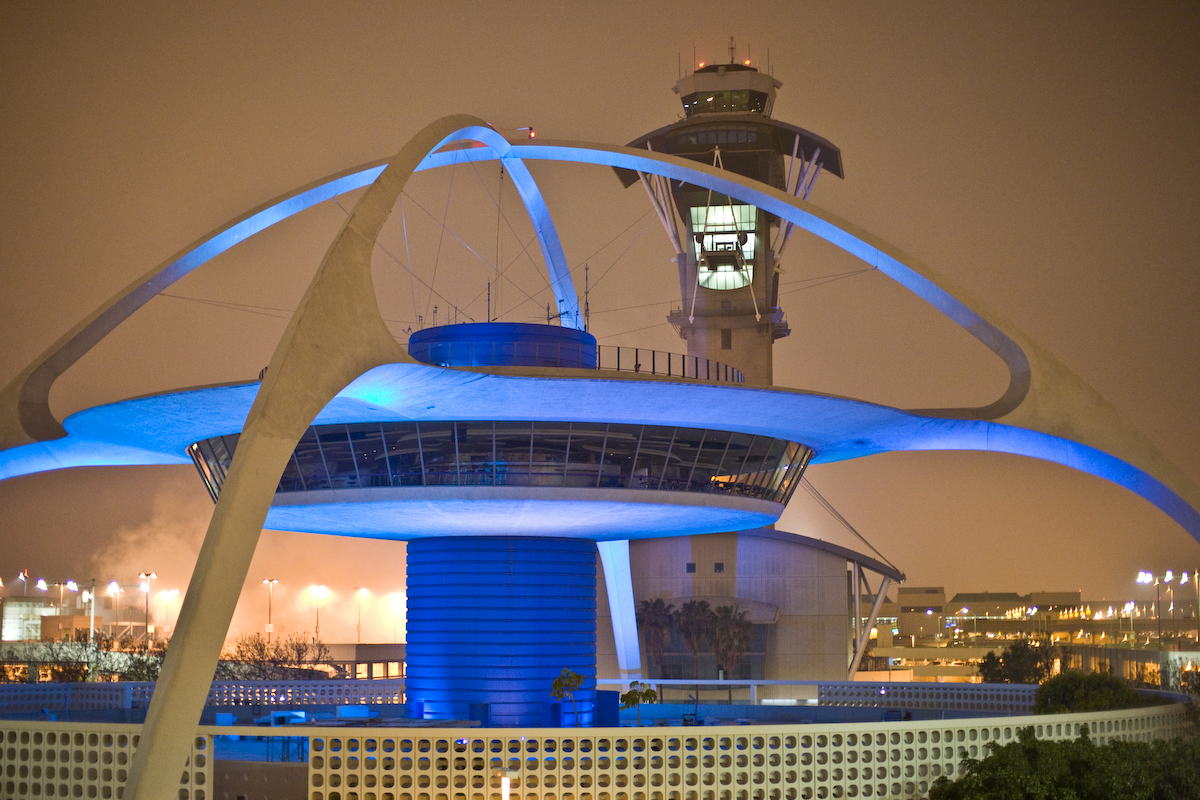
로스앤젤레스 국제공항 테마 빌딩.

주요 공항으로는 로스앤젤레스 국제공항 (IATA: LAX, ICAO: KLAX)이 있다. 로스앤젤레스 국제공항은 2006년 6,100만 명의 이용객과 200만 톤 이상의 화물 처리를 했는데, 세계에서 6번째로 혼잡하다. 미국에서 3번째로 혼잡한 공항이지만, 공항 확장이 어렵고 대중교통이 다소 불편한 편이다. 또 유나이티드 항공의 허브 공항이다.
이 외에 주요 공항으로 다음과 같이 있다.
- (IATA: ONT, ICAO: KONT) 온타리오 국제공항은 로스앤젤레스 동부권의 온타리오에 있는 공항으로, 주로 국내선을 운영하고 있으나 중화항공의 타이베이행 등 등 약간의 국제선도 운항한다.
- (IATA: BUR, ICAO: KBUR) 밥 호프 공항은 버뱅크 공항으로도 잘 알려져 있다. 샌퍼난도와 샌 가브리엘 밸리 사이를 운영한다.
- (IATA: LGB, ICAO: KLGB) 롱비치 공항은 롱비치/하버 지역을 운영한다.
- (IATA: SNA, ICAO: KSNA) 존 웨인 공항은 오렌지 카운티 소재이다.

로스앤젤레스에 있는 밴 나이스 공항(IATA: VNY, ICAO: KVNY)은 세계에서 가장 바쁜 범용 공항 중 한 곳이다.

## 자매 도시
로스앤젤레스는 25군데의 자매 도시가 있다.
- 일본 나고야시 (1959)
- 이스라엘 에일라트 (1959)
- 브라질 사우바도르 (1962)
- 프랑스 보르도 (1964)
- 독일 베를린 (1967)
- 대한민국 부산광역시 (1967)
- 잠비아 루사카 (1968)
- 멕시코 멕시코시티 (1969)
- 뉴질랜드 오클랜드 (1971)
- 인도 뭄바이 (1972)
- 이란 테헤란 (1972)
- 대만 타이베이 (1979)
- 중화인민공화국 광저우 (1981)
- 그리스 아테네 (1984)
- 러시아 상트페테르부르크 (1984)
- 캐나다 밴쿠버 (1986)
- 대한민국 신안군 (1989)
- 인도네시아 자카르타 (1990)
- 리투아니아 카우나스 (1991)
- 필리핀 마카티 (1992)
- 크로아티아 스플리트 (1993)
- 엘살바도르 산살바도르 (2005)
- 대한민국 청도군 (2006)
- 이탈리아 이스키아 (2006)
- 아르메니아 예레반 (2007)

## 같이 보기
- 1992년 로스앤젤레스 폭동
- 로스앤젤레스 통합 교육구